# Сувенір з Одеси (телесеріал)
«Сувенір з Одеси» — переважно російськомовний телесеріал українського виробництва 2018 року режисера Олега Туранського за мотивами книги одеського письменника Валерія Смирнова «Труна з Одеси».

## Сюжет
Події у фільмі відбуваються протягом XX століття. В центрі сюжету — золотий кулон із магічними властивостями. Він мав вигляд невеличкої труни, у яку помістили скелет. За легендою сувенір оберігає свого володаря та знищує того, хто намагається забрати його проти волі власника.
Ще на початку 1900-х у місті біля моря жило чимало кримінальних авторитетів та злочинців: дрібних злодюжок, зухвалих грабіжників, убивць. Проблеми починаються після жовтневого перевороту 1917 року. Більшовицькі війська, що приєднали Україну, вирішили амністувати злочинців. За три революційні роки влада в Одесі змінюється сім разів. У цей нестабільний час містом керує кримінал.
Легендарний Мішка Япончик або Михайло Винницький — авторитет серед грабіжників. Ще один історичний персонаж — Григорій Котовський. Починав нальотчиком, а став відомим більшовицьким командармом.
Однак, в центрі сюжету любовна історія героїв, що опинилися втягнутими в небезпеку. Вуличний скрипаль Матвій і вчителька французької мови Ліза, їм доводиться захищати свою любов і життя.
Героям серіалу доводиться робити вибір між боротьбою і співпрацею із бандитами, моральними принципами і зрадою друзів, між місцевим криміналом і політичними популістами. У серіалі немає класичного добра і зла — після перевороту влада постійна міняється і точиться боротьба між владою формальною і кримінальною.

## У ролях
| Актор                  | Персонаж                                | Роль                        |
| ---------------------- | --------------------------------------- | --------------------------- |
| Станіслав Боклан       | Вася Тищенко (у зрілому віці)           |                             |
| Дмитро Сова            | Вася Тищенко                            |                             |
| Ольга Виниченко        | Ліза Вольська                           | головна роль                |
| Лариса Удовиченко      | Ліза Вольска (у зрілому віці)           |                             |
| Олександр Соколовський | Матвій Грач                             | вуличний скрипаль           |
| Данієль Ольбрихський   | Матвій Грач (Матьє Озон у зрілому віці) | вуличний скрипаль           |
| Геннадій Попенко       | Вол                                     | злодій                      |
| Дмитро Суржиков        | Григорій Котовський                     |                             |
| Олексій Вертинський    | Львович                                 | лікар                       |
| Артем Алексєєв         | Мішка Япончик                           | кримінальний авторитет      |
| Олександр Попов        | Семен Городенко                         | права рука Мишки Япончика   |
| Олександр Кобзар       | Алмазов                                 | білогвардійський губернатор |
| Олексій Тритенко       | Перец Гохман                            |                             |
| Георгій Делієв         | Рахумовський                            | ювелір                      |
| Яна Ляхович            | Віра Холодна                            | актриса                     |
| Марк Дробот            | Серж Лафар                              |                             |
| Олександр Піскунов     |                                         |                             |

## Творча група
- Сценарій: Андрій Кокотюха
- Режисер: Олег Туранський

## Виробництво

### Зйомки
Зйомки серіалу проходили влітку 2017 року в Одесі та в Києві. До того ж повністю відсутні павільйонні сцени, оскільки, за задумом, історичні локації додають серіалу автентичного колориту. До прикладу, за сюжетом стрічки події розгортаються у знаменитому готелі «Лондонському». Також, в кадрі й Пушкінський дворик, де з ХІХ сторіччя ростуть платани, біля яких колись Пушкін читав відомі вірші про Одесу.
Інші інтер'єрні сцени охоплять такі впізнавані місця, як Музей Павла Тичини, Малу оперу, Хонку в Межигір'ї тощо. Мала опера в Києві перетворилася на одеське казино «Монте Карло» Мішки Япончика. У столичному музеї Павла Тичини знімали епізоди зустрічей більшовиків з отаманом Котовським. Хонка в Межигір'ї стала штаб-квартирою генерала Алмазова. Музей-аптека на Подолі стала ювелірною майстернею Рухомовського — творця загадкового серіального кулона, у якого працювала Ліза. Серіальна квартира актриси Віри Холодної знаходилася в києвській квартирі-музеї Старицького.
Художник-постановник Олександр Тетерін скрупульозно відбирав на ринках різних країн «промовисті» дрібнички побуту та інтер'єру. Чого взагалі варті лише: срібне приладдя ХІХ сторіччя, меблі та навіть газети часів революції.
Сувенір для зйомок виготовлено з позолоченого срібла відомим українським ювеліром В'ячеславом Булковським. Це маленький футлярчик, на якому вигравіровано Уроборос — змію, що пожирає свій хвіст, алхімічний циркуль, альфу та омегу. Ці зображення символізують циклічність буття, творчість і смерть. Всередині футляру знаходиться камертон у вигляді скрипки, який за легендою був створений для Паганіні, котрому так і не встигли його подарувати через смерть Маестро. Тому скрипочка була захована, у так звану, труну. Оригінальний сувенір також існував, його виготовив наприкінці XIX сторіччя на замовлення «Япончика» знаменитий одеський ювелір Ізраїль Рухомовський. 2013 року його продали на аукціоні Сотбіс за 365 тисяч доларів.

## Музика
В серіалі звучить пісня «Фонарики» українських «хулігангстерів» — Фелікса Шиндера та Олега Васяновича з гурту «Деньги вперед».
Головний герой фільму Матвій грає композицію Паганіні «Капріс № 24» на площі перед Одеським оперним театром.